# Govhar Gaziyeva
Govhar Gaziyeva (en azerí: Gövhər Qaziyeva) fue la primera actriz de teatro de Azerbaiyán.

## Biografía
Govhar Gaziyeva nació en 1887 en Tiflis. Ella recibió su educación en el Instituto de Mujeres Nobles en Tiflis. Comenzó su carrera teatral en la compañía “Saadet” en 1906. Su primera interpretación fue “La tragedia de Fakhraddin” de Najaf bey Vazirov, que llevó en el Teatro de Nobleza de Georgia. En los próximos años interpretó en Tiflis, Bakú, Ereván y Najicheván. La actriz actuó en el teatro con los famosos actores de teatro azerbaiyano – Huseyngulu Sarabski, Huseyn Arablinski y  Mirzaagha Aliyev.
Govhar Gaziyeva murió en 1960 en Azerbaiyán iraní.

## Actividades en teatro
- ”Almansor” – Heinrich Heine
- ”Kara bela” – Namık Kemal
- ”Nadir shah” – Nariman Narimanov
- ”No eso, entonces esto” – Uzeyir Hajibeyov
- ”Leyli y Medzhnun” – Uzeyir Hajibeyov